# Марі-Менеуз
Марі́-Менеу́з (рос. Мари-Менеуз, башк. Мари-Мәнәүез) — присілок у складі Ілішевського району Башкортостану, Росія. Входить до складу Базітамацької сільської ради.
Населення — 201 особа (2010; 189 у 2002).
Національний склад:
- марійці — 83 %